# Sikandar Siddique
Sikandar Siddique (nascido em 4 de outubro de 1986, em Copenhaga) é um político dinamarquês, membro do Folketing. Ele foi eleito nas eleições legislativas dinamarquesas de 2019 como membro da Alternativa. Ele é o co-fundador e líder dos Verdes Independentes, embora seja um político independente no Folketing.

## Carreira política
Siddique foi eleito para o parlamento na eleição de 2019 como membro da Alternativa. Em março de 2020, Siddique e três outros membros da Alternativa deixaram o partido. Siddique fundou então o novo partido Verdes Independentes com Susanne Zimmer e Uffe Elbæk.